# Richard von Weizsäcker
Richard von Weizsäcker (født 15. april 1920 i Stuttgart, død 31. januar 2015 i Berlin) var præsident i Forbundsrepublikken Tyskland 1984-94. Dvs. at han var præsident både i Vesttyskland og i det genforenede Tyskland. Forbundspræsidenten i Tyskland er ikke en decideret politisk figur, men har som oftest tilknytning til et politisk parti. Richard von Weizsäcker hørte oprindeligt til de konservative i Vesttyskland (CDU). Han var overborgmester i Vestberlin  1981-84 .